# Килленея
Килленея или Киллена (др.-греч. Κυλλήνη) — древнегреческий город и морской порт в древней Элиде, отдалённый на 120 стадий от города Элида. Он был известен с древних времён. Гомер в «Илиаде» упоминает его как один из городов эпейцев; а если верить Дионисию Периегету, то Килленея была тем портом, из которого пеласги отправились в Италию. Географ Павсаний, кроме того, упомянул о нём как о месте, посещаемым в ранний период купцами острова Эгина, и как о порте, из которого изгнанные мессенцы после окончания Второй Мессенской войны отплыли, чтобы основать колонию в Италии или на Сицилии.
Килленея был сожжена жителями Керкиры в 435 году до н. э. за то, что он снабжал корабли коринфян. Морской порт снова упоминается в 429 году до н. э., как военно-морская база пелопоннесского флота во время Пелопоннесской войны, когда Формион командовал афинской эскадрой в Коринфском заливе. Килленея упоминалась и в других случаях, что ясно демонстрирует то, что она продолжала оставаться главным морским портом в этой части Пелопоннеса. Страбон описывал Килленею как незначительную деревню, в которой есть статуя Асклепия из слоновой кости работы скульптора Колота, современника Фидия. Эта статуя не упоминается Павсанием, который отметил, однако, храмы Асклепия, Афродиты и Гермеса. Последний был наиболее почитаемым, имея герму с резным фаллосом.
Килленея располагалась в пределах современного греческого портового города Килини, получившего своё названия от античного города.